# 板橋酒廠
板橋酒廠創辦於1937年（昭和十二年），日治時代原名台灣總督府專賣局板橋酒工場。板橋酒廠為當時台北酒廠以外全台最大最新的一個酒廠，也讓釀酒成為當時板橋主要的產業之一。
板橋酒廠起初以生產清酒為主，國民政府接管後逐漸改為紹興酒。酒廠營運期間主要產品有特級清酒、福壽酒、桂圓酒、燒酒、黃酒、紹興酒等。為配合都市發展規劃，板橋酒廠已於1988年結束營運。

## 歷史
- 1937年，為了因應日益成長的台灣本島清酒需求量，台灣總督府專賣局將松山菸廠的藍圖縮小[3]，斥資一百五十萬日幣建造動工興建「台灣總督府專賣局板橋酒工場」，進口全套冷凍製酒設備，專以生產高級清酒與價位低的「福祿」清酒為主[4]。
- 1939年，板橋酒工廠開始生產。
- 1946年，中華民國政府從日本手中接管與統治台灣後，更名為「台灣行政長官公署專賣局板橋酒工廠」，將「福祿」清酒改名為「芬芳酒」。
- 1947年，奉台灣行政長官公署令改隸酒業公司，但同年五月因台灣行政長官公署被廢除，台灣省政府正式成立，回復到公營事業，更名為「台灣省菸酒公賣局第三酒廠」。
- 1950年，「芬芳酒」改名為「福壽酒」。
- 1957年，更名為「台灣省菸酒公賣局板橋酒廠」。因應消費市場口味改變，利用原清酒設備逐漸轉型改製紹興酒，成為紹興酒專業製造廠。
- 1988年，為配合板橋都市發展，板橋酒廠結束業務，原廠址納入新板橋車站特定專用區。